# Diocese de Gwalior
A Diocese de Gwalior (Latim:Dioecesis Gwaliorensis) é uma diocese localizada no município de Gwalior, no estado de Madia Pradexe, pertencente a Arquidiocese de Bhopal na Índia. Foi fundada em 9 de fevereiro de 1999 pelo Papa João Paulo II. Com uma população católica de 5.260 habitantes, sendo 0,1% da população total, possui 17 paróquias com dados de 2018.

## História
Em 9 de fevereiro de 1999 o Papa João Paulo II cria a Diocese de Gwalior através do território da Diocese de Jhansi.

## Lista de bispos
A seguir uma lista de bispos desde a criação da diocese em 1999.
|                   | Nome                    | Período           | Notas             |
| Bispos de Gwalior | Bispos de Gwalior       | Bispos de Gwalior | Bispos de Gwalior |
| ----------------- | ----------------------- | ----------------- | ----------------- |
| 3º                | Joseph Thykkattil       | 2019 - atual      |                   |
| 2º                | Thomas Thennatt, S.A.C. | 2016 - 2018       | Faleceu no cargo  |
| 3º                | Joseph Kaithathara      | 1999 - 2016       |                   |